# Levaan

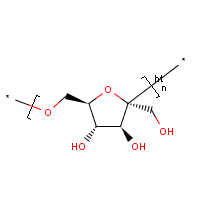
Levaan, Glc-(Fru-β2,6-Fru)_{n}

Levanen of polyfructosen zijn een groep van lineaire fructanen meestal gebonden met β(2→6) glycosidische bindingen en met lange tot zeer lange molecuulketens bestaande uit tot honderden of zelfs duizenden moleculen. De basiseenheid bestaat uit een glucose-molecuul, waaraan fructose-moleculen worden vastgemaakt. Typisch is de steeds aanwezige ruggengraat van [Fru-β2,6-Fru]n moleculen.
Het levaan met de kortste molecuulketen is 6-kestose bestaande uit drie fructose moleculen. Levanen worden door bijna alle bacteriën gevormd, bijvoorbeeld door Bacillus, Pseudomonas, Streptococcus salivarius en Xanthomonas.
Ook kunnen ze geproduceerd worden uit slijmstof van sojabonen.